# Antonio Belloni (politico)
Antonio Belloni (Rieti, 14 dicembre 1934) è un avvocato e politico italiano, senatore della Repubblica dal 1994 al 1996.